# Peter Spälti

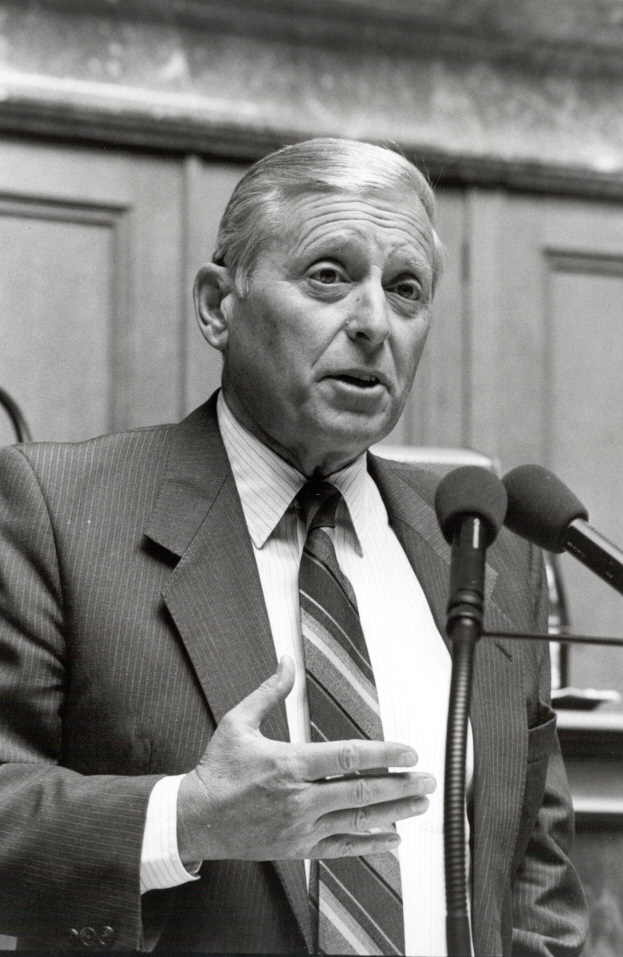
Peter Spälti (1990)

Peter Spälti (* 12. Oktober 1930 in Winterthur; † 9. Dezember 2010 in Hettlingen; heimatberechtigt in Netstal und Hettlingen) war ein Schweizer Manager, Handballspieler und Politiker (FDP).

## Berufliche Tätigkeiten
Nach dem Abschluss des juristischen Studiums an der Universität Zürich als Dr. jur. folgten verschiedene juristische Tätigkeiten in der Schweiz und im Ausland. Von 1978 bis 1983 war Spälti Generaldirektor und Geschäftsleitungsmitglied der Winterthur Group (heute AXA Winterthur), ab 1983 bis 1989 CEO und Mitglied des Verwaltungsrates und 1989 bis 1997 schliesslich Verwaltungsratspräsident und CEO. Von 1997 bis 2001 war Spälti Verwaltungsratspräsident und ab 2001 Ehrenpräsident der Winterthur Group.

## Öffentliche Ämter
- 1966–1978: Gemeinderat in Hettlingen: Bauvorstand (4 Jahre), Finanzvorstand (8 Jahre)
- 1979–1983: Mitglied des Zürcher Kantonsrats
- 1983–1991: Mitglied des Nationalrats

Langjähriges Mitglied des Vorstandes des Schweizerischen Handels- und Industrievereins (heute Economiesuisse).

## Wichtigste Verwaltungsratsmandate
Bis am 26. Mai 2000 gehörte Spälti der Credit Suisse Group als 1. Vizepräsident an. Von 1991 bis 2000 war er Mitglied des Verwaltungsrates der Rieter Holding AG in Winterthur. Bis am 28. April 2000 war er Mitglied des Bankrates der Schweizerischen Nationalbank in Bern. Von 1982 bis 2001 gehörte er weiter der Sulzer AG als Verwaltungsrat an, davon 17 Jahre als deren Vizepräsident. 1971 wurde er in den Verwaltungsrat der Corti AG gewählt und war während 30 Jahren bis 2001 deren Vizepräsident.

## Sport
Spälti war 1950 Torhüter des Handballvereins Pfadi Winterthur. Zeitweise stand er auch im Tor der Handballnationalmannschaft. Später blieb Spälti Sponsor von Pfadi Winterthur und war begeisterter Fan. Im Juli 2007 wurde er zum Ehrenmitglied des Vereins gekürt.

## Militär
Nach Truppen- und Stabsdiensten (Generalstabsoffizier) war er als Oberst Stabschef einer Grenzbrigade und anschliessend bis Ende 1982 Kommandant des Infanterieregiments 31. Von 1983 bis 1990 war Spälti Generalstabsoffizier im Armeestab. Er verfasste zahlreiche Artikel zu Fragen der schweizerischen Armee und Wirtschaft.

## Privates
Spälti heiratete 1959, ab 2007 war er verwitwet, hatte einen Sohn, zwei Töchter und mehrere Enkelkinder. Aus dem öffentlichen Leben musste sich Spälti nach seiner Erkrankung an einer Form von ALS im Jahr 2002 immer mehr zurückziehen. Er verstarb am 9. Dezember 2010 im Alter von 80 Jahren in seinem Haus in Hettlingen.
Er war der Sohn von Richard (* 1898; † 1982) und Astra Spälti (geborene Adelstochter von Meiss) (* 1904; † 1981).

## Werke (Auswahl)
- Wegzeichen. Auswahl unternehmerischer, wirtschaftlicher und politischer Publikationen, Referate und Gedanken von Dr. Peter Spälti, alt Nationalrat. Roger E. Schärer (Hrsg.), Winterthur 1993.